# Giorgio Moroder
Giovanni Giorgio Moroder (på skivomslag oftast bara Giorgio), ursprungligen Hansjörg Moroder, född 26 april 1940 i Ortisei i Sydtyrolen, är en italiensk musikproducent och kompositör, stilbildare inom disco- och dansmusiken.
Moroder hade en egen solokarriär i slutet av 1960-talet men det var som producent som det stora genombrottet skulle komma under 1970-talet. Moroder var producent till Donna Summer och låg bland annat bakom hennes genombrottslåt och discoklassiker Love to love you baby och I feel love. Moroder har som producent influerat musikstilar som new wave, house, techno och elektronisk musik i allmänhet. Han grundade Oasis Records, senare en del av Casablanca Records. Moroder slog sig sedan in på filmmusik där framgångarna fortsatte; Moroder vann tre Oscars för Midnight Express (1978), Flashdance (1983) och Top Gun (1986).
I mitten av 1980-talet var Moroder med och tog fram supersportbilen Cizeta Moroder.

## Biografi
Moroder växte upp i Val Gardena i Sydtyrolen och började spela gitarr i tonåren. När han var 19 turnerade han med band genom Västeuropa. Från 1967 koncentrerade han sig på att skriva sånger och att komponera. Han skrev bland annat en hit för Ricky Shayne tillsammans med Michael Holm. 1969 hade han under artistnamnet Giorgio en framgång på de franska, italienska och spanska hitlistorna med låten Looky, Looky. Moroder intresserade sig redan då för musikproduktion, framförallt för de elektroniska innovationerna under dessa år.

### Elektronisk musik
1970 producerade han den första tyska hitlåten som använde sig av synthesizer: Arizona Man med Mary Roos klättrade till plats nio på topplistan. 1971 skaffade han en Moog-synthesizer och flyttade till München. Hans nästa och första egna större hit var Son of my Father från 1972 som han producerade tillsammans med Pete Bellotte. Den skapades också genom användning av synthar men elektroniken stod ännu inte i förgrunden. Son of my father låg etta på Englandslistan med gruppen Chicory Tips version av låten. Chicory Tips version låg etta även på Tio i topp i Sverige. Moroders egen version låg en vecka på tionde plats på Tio i topp. Ett år senare, 1973, gick det bättre, när Giorgio nådde andra plats och låg sju veckor på Tio i topp med Lonely lovers symphony.

### Musicland Studios och Donna Summer
Moroder hade nu skapat en egen studio i München, Musicland Studios. 1973 inledde Moroder sitt samarbete med den tidigare musikalsångerskan Donna Summer. Hon hade kommit via musikalen Hair till München där hon levde som ensamstående mor under knappa förhållanden. I ett team bestående av arrangören Harold Faltermeyer, trumslagaren och medförfattaren Keith Forsey och ljudteknikern Jürgen Koppers skapade Moroder ett energiskt discosound för Summer. Låten The Hostage från Summers solodebut Lady of the Night från 1974 hade framgångar i Nederländerna och Frankrike. Genombrottet för Summer och Moroder kom först med Love to Love You, Baby och dess version med ett 17 minuter långt "erotiskt epos" där Moroder inspirerats av Serge Gainsbourgs och Jane Birkins Je T'Aime. BBC valde att bojkotta låten. 1976 nådde albumet förstaplatsen på USA-listan och discogenren var född.
Moroder erkände att han fått inspiration från flera håll, till exempel amerikanska Philly Soul och Motown men också från elektroniska band i Västtyskland som Popol Vuh och Tangerine Dream: /../I prefer Tangerine Dream, that kind of thing. I used to know these guys very well, and loved their Phaedra album very much. There were some similar groups in Munich - Popul Vuh/../ Inflytandet av elektronik var än tydligare i Donna Summers stora hit från 1977 I Feel Love. Låten nådde förstaplatsen på den brittiska topplistan under juli 1977. Donna Summer hade fyra listettor på singellistan och tre på albumlistan i USA 1978-1979. Moroder har med de återkommande looparna kommit att inverka på 1990-talets producenter av elektronisk dansmusik. 1977-1979 släppte han album under namnet Munich Machine. 1979 släppte Moroder det egna albumet E=MC², som betraktades som ett något förbisett mästerverk inom den elektroniska musiken. Samma år producerade Moroder albumet No.1 in Heaven med Sparks, singeln No More Tears med Barbra Streisand och Donna Summer, samt singeln Life in Tokyo med brittiska Japan i Los Angeles. Moroder fortsatte in på 1980-talet arbetet som framgångsrik producent och 1981 släpptes albumet Don’t Wanna Lose You med den svenska modellen Madleen Kane, som fick topplaceringar på danslistan i USA med You Can och Playing for Time.  

### Filmmusik
Giorgio Moroder inledde sin karriär som filmmusikkompositör med musiken till Midnight Express, som gav honom en Oscar för bästa filmmusik 1979. Året därpå arbetade Moroder med gruppen Blondie på musiken till filmen American Gigolo, vilket resulterade i hitsingeln Call Me. Samma år släpptes hitsingeln On the Radio med Donna Summer som var med i filmen Foxes. År 1983 vann Moroder sin andra Oscar för sin musik till filmen Flashdance och låten What A Feeling, och var på 1980-talet en efterfrågad filmkompositör och medverkade på flera soundtracks. Moroder skrev låten Cat People (Putting Out Fire) med David Bowie till filmen Cat People, Golden Globe nominerades för musiken till Scarface, skrev och producerade hitsingeln Neverending Story från Den oändliga Historien, och han släppte 1984 en restaurerad och kolorerad version av Metropolis, där musiken framfördes av artister som Freddie Mercury, Pat Benatar, Bonnie Tyler, Adam Ant och Jon Anderson. Moroder hade även ett samarbete med sångaren Philip Oakey med hitsingeln Together in Electric Dreams från filmen Electric Dreams. Samarbetet med Oakey resulterade även i ett studioalbum som släpptes 1985. På Oscarsgalan 1987 tog Moroder emot sin tredje Oscar för låten Take My Breath Away från filmen Top Gun.
Moroder komponerade också musiken för Olympiska sommarspelen 1984 ("Reach Out" som sjöngs av Paul Engemann) och Olympiska sommarspelen 1988 ("Hand in Hand") och VM i fotboll 1990 ("Un'estate italiana").
På 1990-talet ägnade sig Moroder främst åt datorkonst, fotografi, och kortfilm, och hade utställningar i både USA och i Europa.
1993 producerade Moroder en ny version av Don't Go Breaking My Heart som fanns med på albumet Duets med Elton John.
Moroder har anklagats för att göra själlös musik via sin Munich-Music-Machine men svarade : "Jag är producent, ingen politiker". 

### Moroder med Daft Punk
Moroder bor i Beverly Hills i Los Angeles och har fortfarande ett hus i Val Gardena i Sydtyrolen där han tillbringar sin semester. 2004 upptogs Moroder tillsammans med Pete Bellotte och Donna Summer i Dance Music Hall of Fame vid en ceremoni i New York.
2005 tilldelades Moroder titeln Commendatore av Italiens president.
2013 släppte han en låt tillsammans med den elektroniska duon Daft Punk i samband med deras skiva Random Access Memories. Låten hette Giorgio by Moroder, där han berättade om sin uppväxt, och sin dröm om att bli musiker. Moroder släppte därefter sitt eget album Déjà vu, där bland annat Kylie Minogue, Sia, Britney Spears och Charli XCX medverkade.

## Album
- That's Bubblegum - That's Giorgio (1969)
- Son of my father (1972)
- Giorgio's Music (1974)
- Einzelganger (1975)
- Knights in White Satin (1976)
- From Here to Eternity (1977)
- E=MC² (1979)
- Deja Vu (2015)

## Filmmusik
- 1978 : Midnight Express (Vann Oscar 1979 för Bästa Originalmusik. Innehöll instrumentala The Chase)
- 1980 :
  - Foxes – tjejmaffian (Innehöll låten On the Radio med Donna Summer)
  - American Gigolo (Innehöll låten Call Me med Blondie)
- 1982 : Cat People (Innehöll låten Cat People (Putting Out Fire) med David Bowie)
- 1983 :
  - Flashdance (Vann Oscar 1984 för Bästa sång: Flashdance... What a Feeling)
  - Scarface (Golden Globe nominering för Bästa Originalmusik 1984)
- 1984 :
  - Den oändliga historien (Innehöll titellåten Neverending Story sjungen av Limahl)
  - Electric Dreams (Innehöll låten Together in Electric Dreams med Philip Oakey)
  - Metropolis (Moroder gjorde kolorerad film av originalet, med soundtrack som innehöll låtar som Love Kills med Freddie Mercury, och Here She Comes med Bonnie Tyler)[18]
- 1986 : Top Gun (Vann Oscar 1987 för Bästa sång: Take My Breath Away)
- 1987 : Over the Top (Innehöll låtarna: Winner Takes It All med Sammy Hagar, Meet Me Half Way med Kenny Loggins)[19]

## Utmärkelser
- 3 Oscar
- 4 Golden Globe
- 4 Grammy Awards
- 1 Bambi
- Över 150 guldplattor[20]

## Trivia
Moroder är sångare på en version av Mah Nà Mah Nà.